# Al-Valid II.
Al-Valid ibn Jazid ibn Abd al-Malik (arabsko الْوَلِيد بْنِ يَزِيد بْنِ عَبْدِ الْمَلِك, latinizirano: Al-Walīd ibn Yazīd ibn ʿAbd al-Malik), splošno znan kot al-Valid II., je bil enajsti kalif Omajadskega kalifata, ki je vladal od leta 743 do njegovega umora leta 744, * 709, † 17. april 744. 
Bil je naslednik svojega strica Hišama ibn Abd al-Malika. 

## Rojstvo in ozadje
Al-Valid je bil sin omajadskega kalifa Jazida II. in njegove žene Um al-Hadžad bint Mohamed al-Takafi, rojen leta 709. Njegova mati je bila hči omajadskega uradnika Mohameda ibn Jusufa al-Takafija. 
Njegov oče Jazid II. je vladal kalifatu od leta 720 do 28. januarja 724, ko je umrl v Irbidu v Transjordaniji v Vojaškem okrožju Damask. Pogrebne molitve za njim je vodil al-Valid ali njegov polbrat Hišam. Jazid II. je za svojega neposrednega naslednika nameraval imenovati al-Valida, vendar ga je Maslama prepričal, naj namesto njega imenuje Hišama in šele za njim al-Valida.

## Zgodnje življenje
Ko je al-Valid odraščal, je Hišam postajal vse bolj nezadovoljen z vedenjem svojega nečaka, zlasti zaradi  pretirane ljubezni do poezije in razvrata. Razmišljal je, da bi nasledstvo namesto nanj prenesel na svojega sina. Z al-Validom se je pogovoril o njegovem popivanju in mu ukazal, naj se znebi svojega najboljšega pivskega tovariša. Ukinil je njegovo financiranje in ga odločno posvaril, naj bo bolj spoštljiv do vere.  
Hišamove začetne poskuse po hadžu leta 735, da bi prepričal al-Valida, naj odstopi od kandidature v korist Hišamovega sina Maslame ali Maslami priseže  zvestobo kot svojemu nasledniku, je al-Valid zavrnil. Kasneje je Hišam poskušal spodkopati al-Valida in na skrivaj zbiral podporo za Maslamo. Slednjega so podprli njegov stric po očetovi strani, slavni general Maslama ibn Abd al-Malik, Hišamov stari oče po materini strani, nekdanji guverner Medine Hišam ibn Ismail al-Mahzumi, in njegova sinova Ibrahim in Mohamed ter sinova al-Kaka ibn Hulajda, vplivnega poglavarja klana Banu Abs v severni Siriji. Za sinovo nasledstva se je zavzemala tudi  Maslamova mati Um Hakim. Maslamovemu predlaganemu nasledstvu je nasprotoval Halid al-Kasri, guverner Iraka, na kar se je Maslama odzval z žaljenjem njega in njegovega pokojnega brata Asada. Maslamova smrt v poznih 730. letih je bila velik udarec za Hišamove nasledstvene načrte. Hišama je po njegovi smrti februarja 743 nasledil al-Valid II. 

## Pristop
Pogrebne molitve za pokojnega kalifa je vodil njegov sin Maslama. Al-Valid II. je takoj po prihodu na oblast ukazal bratrancu al-Abasu ibn al-Validu, da Hišamove sinove v Rusafi blizu Palmire aretira, vendar je izrecno prepovedal, da bi Maslamo ali njegovo gospodinjstvo motili v znak spoštovanja do njihovega starega tovarištva in Maslamove obrambe al-Valida pred kalifom Hišamom.

## Vladanje
Al-Valid je začel vladati  6. februarja 743. Kot kandidat je bil znan po svoji radodarnosti, kot kalif pa je posebej skrbel za pohabljene in slepe ter jim povečal prejemke. Za naslednika je imenoval svoja sinova Hakama in Utmana, v tem vrstnem redu, kot je dokumentirano v pismu z datumom 21. maj 743.
Za guvernerja Horasana je sprva imenoval Nasrja ibn Sajjarja, ko ga je Jusuf ibn Omar  podkupil, pa ga je odstavil.  Za guvernerja Medine je imenoval svojega strica Jusufa ibn Mohameda. V Horasanu se je takrat pojavil upornik  Jahja ibn Zajd, sin Zajda ibn Alija. Nasr ga je pozval, naj se gre predstavit kalifu, da bi ohranil islamsko enotnost. Jahja se je odločil za drugo pot in bil po začetni zmagi ubit. 
Al-Validova aretacija Sulejmana ibn Hišama, pa tudi al-Validovo popivanje, pisanje poezije in nemoralnost, so  sprožili nasprotovanja. Jazid ibn al-Valid je o tem javno spregovoril in skupina njegovih somišljenikov je začela načrtovati atentat na kalifa. Halid ibn Abdalah al-Kasri je kalifa posvaril pred zarotniki, vendar je njegovo nejasno opozorilo vzbudilo al-Validovo jezo. Halida je ukazal aretirati, nato pa ga je za petdeset milijonov dirhamov izročil Jusufu ibn Omarju, ki ga je mučil in nato ubil. Vse to je razjezilo številne al-Validove sorodnike. 
Ko je Marvan ibn Mohamed izvedel za zaroto, je iz Arminije pozval  k preudarnemu ravnanju, ki bi stabiliziralo državo in ohranilo Omajadsko dinastijo. Njegov poziv so prezrli in v Damask so začeli odhajati oboroženi možje. 

## Smrt
V Damask je v tajnosti prišel tudi Jazid in z državnim udarom odstavil al-Valida. Kalif je bil oblegan v gradu zunaj mesta in se hrabro upiral, dokler ga niso 16. aprila 744 v Al-Agdafu v sedanji Jordaniji premagale in ubile sile Sulejmana ibn Hišama. Nasledil ga je bratranec Jazid III.

## Družina
Al-Walid II. je bil poročen z Atiko bint Utman ibn Mohamed, eno od hčera Utmana ibn Mohameda ibn Abi Sufjana. Ob ženi je imel še dve konkubini, pevki Šuhdo in al-Navar.
Al-Valid II. je imel sinova al-Hakama in Utmana, ki ju je imenoval za svoja naslednika. Po zmagi Jazida III. in prihodu na prestol  so oba sinova na njegov ukaz zaprli.